# Monte San Pietro
Monte San Pietro é uma comuna italiana da região da Emília-Romanha, província de Bolonha, com cerca de 10.269 habitantes. Estende-se por uma área de 74 km², tendo uma densidade populacional de 139 hab/km². Faz fronteira com Castello di Serravalle, Crespellano, Marzabotto, Monteveglio, Sasso Marconi, Savigno, Zola Predosa.

## Demografia
| Variação demográfica do município entre 1861 e 2011                               |
|                                                                                   |
| Fonte: Istituto Nazionale di Statistica (ISTAT) - Elaboração gráfica da Wikipedia |